# Almazna
Almazna (in ucraino Алмазна?;  in russo Алмáзная?, Almaznaja) è un centro abitato dell'Ucraina, situato nell'oblast' di Luhans'k.

## Popolazione

### Lingue
| Madrelingua | 2001 (%) |
| ----------- | -------- |
| Russo       | 51,8     |
| Ucraino     | 45,1     |